# Tiroler Achen
Tiroler Achen er en flod i Østrig og Tyskland med udspring i Kitzbühel Alperne. Den hedder Großache fra der, hvor floderne Kitzbühler Ache, Reither Ache og Fieberbrunner Ache løber sammen . I Bayern bliver den kaldt Tiroler Achen og munder ud i Chiemsee, der via floderne Alz og Inn løber ud i Donau.
Floden har en længde på 79 km, hvoraf de 24 km løber i den tyske landkreis Traunstein. Floddeltaet ved udløbet i Chiemsee er et naturreservat.
I 1970'erne var floden regnet som svært forurenet på grund af forurening fra spildevand. Økologiske tiltag blev gennemført, og i dag regnes den som moderat forurenet.
47°51′56″N 12°30′08″Ø / 47.86556°N 12.50222°Ø